# Armand Thiéry
Armand Auguste Ferdinand Thiéry (Gentbrugge, 6 augustus 1868 - Leuven, 12 januari 1955) was een Belgische katholieke priester, theoloog, filosoof, psycholoog, ingenieur-architect, advocaat en mecenas van de schone kunsten.
Thiéry was van 1899 tot zijn emeritaat in 1933 hoogleraar aan de Katholieke Universiteit Leuven. Hij was de oprichter van de Duitstalige katholieke studentenvereniging K.A.V. Lovania zu Löwen aldaar in 1896. Naast zijn wetenschappelijke en maatschappelijke activiteiten was hij in zijn latere jaren een katholieke mysticus. 
Nadat hij zich tijdens de verwoestingen van de Eerste Wereldoorlog verdienstelijk had gemaakt voor de stad Leuven, heeft Thiéry zich opnieuw tijdens de bezetting van België in de Tweede Wereldoorlog onderscheiden door tomeloze inzet voor en onderduikhulp aan Joden en andere vervolgden. Postuum werd hij derhalve door de staat Israël benoemd tot Belgische Rechtvaardige onder de Volkeren te Yad Vashem in 1980.

## Afstamming en opvoeding
Thiéry werd geboren te Gentbrugge, in de provincie Oost-Vlaanderen, waar het gezin Thiéry tijdelijk woonde. Hij was de zoon van Jean-Nicolas Thiéry (1818-1882), een rijke ondernemer en groothandelaar in stoffen en textiel uit Frans-Vlaanderen met wortels in Morfontaine (Lotharingen) en Adèle-Louise Wiame (1831-1911), een rijke boerendochter uit de streek van de Franse plaats Fosses. Hij had vier broers en drie zussen. Thiéry genoot een vrome religieuze opvoeding te Nettinne, alwaar het gezin over een eigen kasteel beschikte. Zijn familie was buitengewoon vermogend.
Het Franse textielbedrijf Armand Thiery werd in 1841 te Saint-Ghislain opgericht door zijn vader, Jean-Nicolas, en door zijn oudere broer, Eugène Thiéry, uitgebouwd tot mode- en textielmultinational met meer dan 150 vestigingen doorheen Frankrijk en België. Zijn zus Louise was gehuwd met generaal-majoor Albert Maes.

## Scholierentijd
De jonge Armand Thiéry volgde privéonderwijs in het kasteel van Nettinne als peuter en volgde daarna lager en middelbaar onderwijs aan de school Saint-Michel te Brussel van 1874 tot 1886. Thiéry verloor zijn vader op veertienjarige leeftijd, in 1882.

## Studententijd

### Leuven
In oktober 1886 begon hij zijn universitaire studies aan de Katholieke Universiteit Leuven. Hij behaalde zijn kandidatuur in de filosofische wetenschappen in juli 1887. In oktober van datzelfde jaar schreef hij zich in voor de richtingen rechten en fysische en mathematische wetenschappen. Thiéry behaalde in beide studierichtingen het licentiaat en het doctoraat in 1890 respectievelijk 1891.
Hiernaast volgde Thiéry nog een groot aantal vrije vakken aan de Leuvense universiteit. Een van de vrije vakken die Thiéry volgde was een cursus van hogere wijsbegeerte van Sint-Thomas van Aquino. Deze thomistische wijsbegeerte werd gedoceerd door Désiré-Joseph Mercier (de latere kardinaal). Mercier zou gedurende zijn ganse leven een zeer grote invloed blijven uitoefenen op de levensweg van Thiéry. Het was Mercier die Thiéry ertoe aanzette naast een grote interesse in de neothomistische wijsbegeerte ook een grote interesse in de experimentele psychologie te ontwikkelen. Mercier beschouwde de natuurwetenschap als een goede onderbouw voor de filosofie.
Armand Thiéry deed zich reeds opmerken tijdens zijn studententijd in het studentenleven, en bleef een prominente figuur na zijn studententijd. Hij was actief lid van talloze studentenverenigingen, zoals de Société Littéraire de Louvain, de Société philosophique de Louvain, de Société philosophique des étudiants, het pelgrimsinitiatief Pélèrinages des jeunes gens (een vereniging die studentenbedevaarten naar Rome organiseerde), het OEuvre de l'adoration eucharistique des universitaires de Louvain (eucharistische aanbidding door academici) en het studententijdschrift L'Etudiant, gesticht in 1887. Hij zetelde als bestuurslid van diverse van deze verenigingen, gaf reeds publieke lezingen en schreef artikelen voor diverse tijdschriften. Tevens was hij actief in de Cercle Léon XIII Bruxelles, het OEuvre internationale de l'adoration réparatrice des nations catholiques «Rome» en het tijdschrift le magasin littéraire et scientifique.

### Bonn en Leipzig
Onder impuls van Mercier ging Thiéry zich in het buitenland dan ook verder academisch bekwamen in de experimentele psychologie. Thiéry vertrok in 1892 naar Bonn, waar hij een jaar verbleef aan de Rheinische Friedrich-Wilhelms-Universiteit. In Bonn werd hij lid van de Duitse rooms-katholieke studentenvereniging K.D.St.V. Bavaria Bonn, die in 1844 werd opgericht en deel uitmaakte van een koepel van katholieke Duitse studentenverenigingen, Cartellverband der katholischen deutschen Studentenverbindungen (CV) genoemd, die aangesloten verenigingen kende en kent in geheel Europa. Zijn begeestering voor deze studentenvereniging en de Duitse studentikoze tradities leidde er in 1896 toe een gelijkaardige studentenvereniging te Leuven op te richten, K.A.V. Lovania zu Löwen.
Vanaf 1893 studeerde Thiéry twee jaar verder aan de Universiteit Leipzig. In deze stad werd hij leerling van de gekende hoogleraar Wilhelm Wundt (1832-1920), een beroemde fysioloog, psycholoog en filosoof. Hij kreeg er doctoraatsonderricht van Erich Neumann, Ludwig von Oettingen, en Oswald Külpe. Hij sloot zijn doctoraatstudie filosofie bij Wundt af in 1895 met een proefschrift getiteld Über geometrisch-optische Täuschungen. Hierin paste hij de experimenteel-psychologische methode op de waarneming toe. Als buitenlandse student werd hem daarenboven de titel Magister bonarum artium verleend. Thiéry keerde daarop terug naar Leuven. Wundt en Thiéry zouden contact blijven onderhouden met elkaar.

## Beroepsloopbaan
Met zijn academische promotie in Leipzig waren zijn universitaire studies formeel beëindigd, en had hij zich bekwaamd in vier verschillende terreinen van de wetenschap - filosofie, rechten, psychologie en architectuur - en kon hij een levensloop uitbouwen als filosoof, jurist en advocaat, psycholoog en ingenieur-architect. Het grote vermogen van zijn familie stelde hem in staat ook dit laatste ongehinderd door financiële belemmeringen te doen.

### Activiteit als theoloog en filosoof

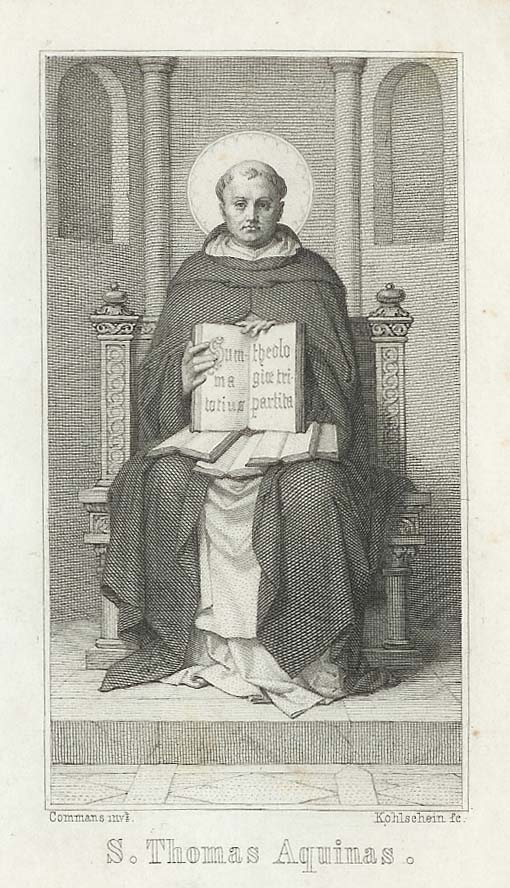
Thomas van Aquino

Aan de Katholieke Universiteit Leuven had Mercier ondertussen vergevorderde plannen om het Hoger Instituut voor Wijsbegeerte (HIW) concreet vorm te geven, op de hoek van de Vlamingenstraat en de Tiensestraat. Thiéry was een natuurlijke kandidaat voor het professoraat aan deze instelling. Hij werd benoemd tot buitengewoon hoogleraar in 1894, technisch verbonden aan de faculteit geneeskunde.
Als een van vier docenten begon Thiéry aan het Hoger Instituut voor Wijsbegeerte met onderrichtingen, samen met Simon Deploige (1868-1927), Maurice De Wulf (1867-1947) en Désiré Nys (1859-1927). Thiéry kreeg verschillende cursussen onder zijn hoede.
In 1895 stichtte Mercier het bij het Hoger Instituut voor Wijsbegeerte aanleunende Leo XIII-seminarie, bedoeld als interdiocesane woonst voor priesterstudenten die onder andere aan het Leo XIII-seminarie zouden studeren. Thiéry zou een grote filosofische impact nalaten op deze instellingen, maar tevens een architecturale impact, wat hij voor een zeer groot deel zelf bekostigde.
Gedurende heel deze periode volgde Thiéry aanvullende studies theologie die toegang zouden geven tot het priesterambt. Thiéry werd gewijd op 31 december 1896. Op 6 januari 1897 droeg hij zijn Eremis op in de onafgewerkte kapel van het Leo XIII-seminarie. Vele prominenten uit de religieuze, politieke en academische wereld waren bij zijn eerste heilige Mis aanwezig, onder wie Frans Schollaert, Belgisch minister van buitenlandse zaken en tevens minister van onderwijs. De gelegenheidspredicatie werd gehouden door Mgr. Charles Cartuyvels (1835-1907), toenmalig conrector van de Katholieke Universiteit Leuven.
Thiéry blonk verder uit in zijn wetenschappelijk werk binnen de neothomistische wijsbegeerte en de experimentele psychologie. Zijn cursussen verschenen als boeken en werden uitgegeven door zijn eigen uitgeverij Nova et Vetera, gevestigd in de Tiensestraat. Hij bleef actief publiceren in menig tijdschrift.
Onder het vaderlijke oog van de latere kardinaal Mercier ontpopte Thiéry zich tot een groot voorvechter van het thomisme in en buiten Leuven. In verschillende verenigingen en tijdschriften kon Thiéry zijn ideeën publiceren en verwierf hij naambekendheid. Samen met zijn collega Simon Deploige werd hij geëerd met het eredoctoraat door het Hoger Instituut voor Wijsbegeerte in 1900.
In februari 1897 werd Thiéry, ter gelegenheid van een bedevaart naar Rome, in persoonlijke audiëntie ontvangen door paus Leo XIII. Door deze tussenkomst werden enkele bekommernissen omtrent het Hoger Instituut voor Wijsbegeerte bevredigend opgelost. Thiéry werd nogmaals persoonlijk ontvangen door de paus in december 1900.
In 1899 werd Thiéry aangesteld tot gewoon hoogleraar. Hij zou tot 1917 titularis blijven van verschillende cursussen van het Hoger Instituut voor Wijsbegeerte. In 1933 zou Thiéry definitief stoppen met les geven. Zijn laatste vak was getiteld Explications des textes de Saint-Thomas.

### Activiteit als psycholoog
In functie van het behalen van zijn doctoraat bij Wundt werd Thiéry in 1894 belast met de oprichting van een laboratorium voor fysische en scheikundige experimenten, het eerste op Belgische bodem, wat de basis zou vormen voor de latere faculteit voor psychologische wetenschappen. Hij deed dit op eigen kosten.
Thiéry ontwikkelde tijdens zijn loopbaan een optisch dubbelzinnige figuur, die tot op vandaag wereldwijd bekend is gebleven onder de naam van de Figuur van Thiery: deze figuur lijkt zich het ene moment onder de waarnemer te bevinden, maar het volgende moment dan weer plotseling boven de waarnemer.
In het laboratorium voor experimentele filosofie werkte Thiéry vanaf 1905 samen met Albert Michotte (1881-1966), die zich ook bij Wilhelm Wundt had gespecialiseerd. Ook nu bleef Thiéry persoonlijk een aanzienlijk deel van de werkingskosten dragen. Michotte zou het laboratorium een grote internationale bekendheid geven. Vanaf 1913 zou Michotte zelfstandig de cursus doseren en trok Thiéry zich terug uit de experimentele psychologie.
Tot die tijd was Thiéry blijven publiceren en was hij actief op congressen en voordrachten in binnen- en buitenland. Vanuit dit laboratorium is de latere faculteit voor psychologie en pedagogische wetenschappen gegroeid. Het faculteitsgebouw in de Tiensestraat staat op de plaats waar Thiéry lange tijd heeft gewoond. Albert Michotte dankte en eerde Thiéry uitdrukkelijk, naar aanleiding van een viering van zijn academische carrière in 1947, door kanunnik Thiéry als zijn maître de première heure (meester van het eerste uur) te herdenken.

### Activiteit als ingenieur-architect en mecenas
Thiéry was zowel de opdrachtgever als bouwheer als mecenas van verschillende vastgoedprojecten in Brabant, voornamelijk te Leuven. De belangrijkste zijn Het Leo XIII-seminariecomplex te Leuven, het Sint-Geertruiabdijcomplex te Leuven, de parochiekerk van Nettinne, het kasteel van Nettinne en het grafmausoleum te Heverlee. Hij werkte samen met Joris Helleputte en Joseph François Piscador en was grote bewonderaar van Constantin Meunier.
Na de grote brand van Leuven, in 1914 als represaille gesticht door de Pruisische troepen van het Duitse Keizerrijk, was Thiéry tijdens de Eerste Wereldoorlog en het daaropvolgende interbellum lid van het comité dat de heropbouw van Leuven behartigde en humanitaire nood lenigde. Tevens was hij betrokken bij de planning en bouw van een nieuwe moderne universiteitsbibliotheek op het Ladeuzeplein die de uitgebrande bibliotheek in de Lakenhallen aan Oude Markt en Naamsestraat zou vervangen. Mede op het initiatief van Herbert Hoover, de latere president van de Verenigde Staten, werd deze bibliotheek gebouwd, naar een ontwerp van Whitney Warren. Op 4 juli 1928 werd de nieuwe Universiteitsbibliotheek aan het Ladeuzeplein ingehuldigd in aanwezigheid van de eregast kanunnik Thiéry.

### Activiteit als jurist
Armand Thiéry was ingeschreven als advocaat aan de rechtbank van eerste aanleg te Leuven op 30 oktober 1890 en daarna aan het hof van beroep te Brussel op 3 november 1891. Hij praktiseerde slechts korte tijd actief in deze hoedanigheid. In Brussel werd hij lid van de jonge balie van Brussel (La Conférence du jeune Barreau de Bruxelles).
Wegens de hervatting van zijn universitaire studies in het buitenland werd zijn beroepsloopbaan als advocaat na enkele jaren onderbroken. Alhoewel hij nauwelijks praktiseerde, bleef hij wel ingeschreven als advocaat bij de Brusselse balie voor lange tijd en behoorde in 1901 nog steeds tot de jonge balie. Zijn juridische opleiding zou hem later in staat stellen zijn eigen verdediging op zich te nemen in tal van gerechtszaken waarin hij verwikkeld was met de overheid in geschillen betreffende onroerende goederen en bouwovertredingen.

### Activiteit als priester en mysticus
Armand Thiéry had een bijzondere interesse in mystieke en mariale aspecten van het rooms-katholicisme gedurende gans zijn leven. Dit concretiseerde zich in een bijzondere verering voor Onze Lieve Vrouwe van Lourdes (1858) en Onze-Lieve-Vrouw van La Salette (1846). Tevens was hij een verdediger van Louise Lateau, de jonge gestigmatiseerde mystica van Bois-d'Haine in Henegouwen.
Thiéry onderhield een briefwisseling met Émile Zola in het kader van het voornemen van deze laatste om een niet-religieus boek over de Mariaverschijningen te Lourdes te schrijven. Verder onderhield hij ook contacten met de Franse schrijver Léon Bloy in 1890.
Thiéry werd in 1901 aangesteld tot kanunnik aan de Sint-Romboutskathedraal te Mechelen onder impuls van kardinaal Mercier.
Na invoering de anti-katholieke wetgeving tijdens de Derde Franse Republiek rond 1905 was kanunnik Thiéry actief in het begeleiden van vervolgde, beroofde en onteigende Franse kloosterordes en religieuze congregaties die Frankrijk noodgedwongen moesten verlaten. Hij was in 1922 instrumenteel in de herstichting van de Ordre (des filles) de la Mère de Dieu (Orde van Dochters van de Moeder Gods), in de geest van het geheim van La Salette, met een klooster te Leuven, en later in Heverlee. Thiéry heeft als mysticus private openbaringen ontvangen en werd hierdoor gedreven in zijn priesterlijk ambt. Hij was de erfnemer van de nalatenschap van E.H. Gilbert Combe, geestelijk leider van E.Z. Mélanie Calvat, een van de zieners van La Salette.

### Tweede Wereldoorlog: Rechtvaardige onder de Volken
Tijdens de Tweede Wereldoorlog was kanunnik Thiéry instrumenteel in het vinden van schuilplaatsen voor statenloze en vervolgde joden in België. Op diverse plaatsen in Leuven, zoals het Groot-Begijnhof, in Heverlee en in het Waalse Dinant konden joden worden verstopt door zijn tussenkomst. Een voorbeeld hiervan was de jonge Joodse vrouw Grunia Schicharewitch, die kanunnik Thiéry - die vloeiend, perfect Duits sprak - tijdens haar gevangenschap in de Dossinkazerne (Mechelen) in juni 1944 vrij kon krijgen uit de handen van de Sicherheitsdienst. Tezamen met de ondergedoken joodse Schicharewitch bepleitte hij bij talrijke kloosters te Dinant het verbergen van joodse kinderen, terwijl hijzelf in Heverlee ook joodse volwassenen onderduikplaatsen gaf in een visitatiehuis voor religieuze hoogwaardigheidsbekleders, behorend bij het slotklooster. Schicharewitch en kanunnik Thiéry hadden zelfs gemeenschappelijke Latijnse codewoorden afgesproken gedurende de onderduikhulp. Thiéry werd voor deze reddingsactie in 1980 dan ook uitgeroepen tot Rechtvaardige onder de Volkeren door het centrum Yad Vashem van de staat Israël.

## Overlijden
Armand Thiéry overleed in de morgen van 12 januari 1955 op 86-jarige leeftijd in zijn ziekbed in de Heilig-Hartkliniek te Leuven. Zijn dood kwam niet onverwacht. Hij werd begraven in een statig mausoleum te Heverlee, een geheel zelfontworpen grafmonument dat zich bevindt op de terreinen van het provincialaatshuis van de paters Augustijnen in de Pakenstraat.
Dit mausoleum is een uniek kunsthistorisch bouwwerk, dat thans echter bouwtechnisch in zeer zwaar verval verkeert. Het wordt geflankeerd door een grot toegewijd aan Onze Lieve Vrouw van Lourdes en een levensecht standbeeld van de Smartvolle Onze Lieve Vrouw van La Salette.
Thiéry is niet alleen begraven in dit grafmonument. Samen met hem zijn er nog drie kloosterzusters begraven, waaronder Bertha Carton de Wiart (1866-1946), de latere zuster Agnes van het Heilig Kruis, voormalig overste van de zustercongregatie die door Thiery werd opgericht, en met zuster Maria De Foy Colette.
Na zijn dood werd Thiéry in verschillende werken beschreven, door onder andere professor Maurits Smeyers. Zijn naam leeft voort in de Thiéry-Gesellschaft e.V. te Dürnstein in de Wachau en in activiteiten van de door hem geïnspireerde en opgerichte, internationale en Duitstalige studentenvereniging K.A.V. Lovania zu Löwen (1896) die actief is in de studentenstad Leuven en het Cartellverband der katholischen deutschen Studentenverbindungen doorheen Europa.

## Voetnoten
1. ↑  Armand Thiery S.A.
2. ↑  Schaarbeek Sint-Suzannakerk Gustave Latinislaan 50. Inventaris van het bouwkundig erfgoed. Brussels Hoofdstedelijk Gewest. Geraadpleegd op 18 juli 2024.
3. ↑  Thiéry, Armand, Ueber geometrisch-optische Täuschungen, Engelmann, Leipzig, 1895
4. ↑  Brief van Armand Thiéry aan Émile Zola d.d. 8 december 1892
5. ↑  Rouzet, Georges, Léon Bloy et ses amis belges ..., Éditions Solédi, ..., 1946
6. ↑  Paldiel, Mordecai, Churches and the Holocaust: unholy teaching, good Samaritans, and Reconciliation, KTAV Publishing House, 2006, pp. 143-145.
7. ↑  Website Yad Vashem
8. ↑  Mikhman, Dan, Gutman, Israel & Bender, Sarah, The encyclopedia of the righteous among the nations: rescuers of Jews during the Holocaust: Belgium, volume 2, Yad Vashem, Jerusalem, 2005.

- Bibliothèque nationale de France: cb13475624k (data)
- CiNii: DA12343842
- Gemeinsame Normdatei: 1027171028
- International Standard Name Identifier: 0000 0000 6290 4655
- Mathematics Genealogy Project: 245707
- Nederlandse Thesaurus van Auteursnamen: 069362491
- Istituto Centrale per il Catalogo Unico: NAPV203068
- Système universitaire de documentation: 144842726
- Virtual International Authority File: 89562902
- WorldCat: E39PBJxxjGJt7H4gRFyt7PrDv3